# 尼爾卡河
尼爾卡河（烏克蘭語：Нирка），是烏克蘭西部的河流，屬於扎里哈河的左支流。該河發源自納拉伊夫卡以西，流經赫梅利尼茨基州的舍佩蒂夫卡區，河道全長19公里，流域面積64平方公里。